# Phaenocora lutheri
Phaenocora lutheri är en plattmaskart. Phaenocora lutheri ingår i släktet Phaenocora och familjen Typhloplanidae. Inga underarter finns listade i Catalogue of Life.